# Осининг (Њујорк)
Осининг (енгл. Ossining) град је у америчкој савезној држави Њујорк.

## Демографија
По попису из 2010. године број становника је 25.060, што је 1.05 (4,4%) становника више него 2000. године.
| Група             | 2000.          | 2010.          |
| Белци             | 11.294 (47,0%) | 9.286 (37,1%)  |
| Афроамериканци    | 4.858 (20,2%)  | 4.302 (17,2%)  |
| Азијати           | 1.004 (4,2%)   | 1.063 (4,2%)   |
| Хиспаноамериканци | 6.654 (27,7%)  | 10.375 (41,4%) |
| Укупно            | 24.010         | 25.060         |